# Fernando Molica
Fernando Molica (Rio de Janeiro, 12 de fevereiro de 1961) é um jornalista e escritor brasileiro.

## Biografia
Fernando Molica é formado em Jornalismo pela Escola de Comunicação da Universidade Federal do Rio de Janeiro. Como jornalista, trabalhou nas sucursais cariocas de O Estado de S. Paulo, onde foi repórter entre 1982 e 1985; da Folha de S. Paulo, onde foi repórter e secretário de redação entre 1985 e 1990; e foi chefe de reportagem do jornal O Globo, entre 1990 e 1991), e repórter especial da Folha de S.Paulo entre 1992 e 1996. Em 1996 foi para a Rede Globo e, em 2008, assumiu a coluna "Informe do Dia", do jornal "O Dia". Além de ter apresentado o CBN Rio na Rádio CBN.
Notícias do Mirandão foi publicado em 2006, na Alemanha, pela editora Nautilus. Em 2008 lançou o romance O ponto da partida, publicado pela Editora Record.
Molica ocupou o grupo de analistas da CNN Brasil entre 2020 e 2021, depois disso passou a fazer parte do quadro Liberdade de Opinião, dentro do CNN Novo Dia.

## Livros publicados
- Notícias do Mirandão (2002, romance, Record )
- O Homem que Morreu Três Vezes (2003, livro-reportagem, Record finalista do prêmio Jabuti de 2004)
- Bandeira Negra, Amor (2005, romance, Objetiva, finalista do prêmio Jabuti de 2006
- 10 Reportagens que Abalaram a Ditadura (2005, Record, coletânea de reportagens, org.)
- 50 anos de crimes (2007, Record, coletânea de reportagens, org.)
- O ponto da partida (2008, romance, Record)